# Djénébou Danté
Djénébou Danté est une athlète malienne née le 7 août 1989 à Bamako. Spécialisée dans les épreuves de sprint, elle détient le record national du 400 mètres.

## Carrière
Elle est la porte-drapeau de la délégation malienne aux Jeux de Rio. Elle est éliminée en série sur le 400 mètres.
En 2017, elle bat son record national en terminant 3e du 400 mètres des Championnats de France (52 s 16). Elle remporte ensuite le 400 m des Jeux de la Francophonie, en 52 s 23, devenant ainsi la première Malienne à obtenir l'or en athlétisme dans cette compétition.
Elle est la présidente fondatrice de l'association pour le développement durable au Mali (4D MALI).

## Palmarès
| Année | Compétition             | Lieu        | Résultat | Épreuve | Temps   |
| ----- | ----------------------- | ----------- | -------- | ------- | ------- |
| 2014  | Championnats d'Afrique  | Marrakech   | 7e       | 400 m   | 54 s 34 |
| 2015  | Jeux africains          | Brazzaville | 6e       | 400 m   | 53 s 41 |
| 2016  | Championnats d'Afrique  | Durban      | 5e       | 400 m   | 52 s 65 |
| 2017  | Jeux de la Francophonie | Abidjan     | 1re      | 400 m   | 52 s 23 |

## Records
| Épreuve    | Performance  | Lieu      | Compétition            | Date            |
| ---------- | ------------ | --------- | ---------------------- | --------------- |
| 400 mètres | 52 s 16 (NR) | Marseille | Championnats de France | 16 juillet 2017 |